# Mighty Samson
Mighty Samson ist eine Comicserie des US-amerikanischen Verlags Gold Key (später: Whitman).

## Handlung
Samson ist im von Aliens durch einen Atom-Angriff weitgehend zerstörten New York geboren worden. Die Menschen nennen den Ort nun N'Yark. Wie viele Arten aus Fauna und Flora buchstäblich zu Monstern mutierten, so ist auch Samson durch Mutation verändert. Er hat die Stärke von acht Männern. Dank seiner Kraft und Intelligenz und mithilfe von Mindor, einem alten Wissenschaftler, sowie seiner Tochter Charmaine stellt er sich in der rauen Welt der Zukunft allen Gefahren. Im Kampf mit einem riesigen Löwenbären verliert er ein Auge.

## Veröffentlichung
Die Comicserie Mighty Samson erschien im Gold Key Verlag in den USA zunächst in 31 Ausgaben in den Jahren 1964 bis 1976. Der Nachfolge-Verlag Whitman gab 1982 die Nr. 32 heraus, die einen Nachdruck der Ausgabe 3 enthielt, und im selben Jahr erschien in der Reihe Gold Key Champion  mit der Nr. 2 ein letztes, neues Abenteuer mit dem Titelhelden Samson. 
Seit 2010 werden diese Geschichten in der Reihe Mighty Samson Archives im Hardcover Format nachgedruckt.  
Zeichner der Hefte war zunächst Frank Thorne; für die künstlerisch möglicherweise anspruchsvollste Periode zeichnete anschließend Jack Sparling verantwortlich. Die späten Ausgaben waren von Jose Delbo, Jack Abel sowie Don Heck gestaltet. 
Ab 2010 erscheinen neue Stories im Heftformat beim US-Verlag Dark Horse. Autor ist Jim Shooter, der auch weitere wiederauferstande Gold-Key-Serien schreibt, wie Doctor Solar Man Of The Atom, Magnus Robot Fighter und Turok Son Of Stone. Zeichner sind Patrick Olliffe, Raymond Swanland sowie Dan Jackson. 
In Deutschland wurde die Serie Samson beim Bildschriftenverlag veröffentlicht. Es erschienen von 1966 bis 1970 die Heft-Nr. 1 bis 16. Ein Nachdruck dieser 16 Hefte wurde vom Breling Verlag beziehungsweise dem Norbert Hethke Verlag umgesetzt. 
Von 1978 bis 1982 wurde Der Mächtige Samson in der Taschenbuch-Serie Die Actionhelden im Condor Verlag zusammen mit anderen Helden aus dem BSV veröffentlicht (Turok, Astronautenfamilie Robinson, Dagar, Magnus – Robot Fighter). In wechselnder Reihenfolge wurden die Geschichten und Titel in den TBs aneinander gereiht. Es erschienen 14 TBs, das erste hatte jedoch den Titel Die Superhelden.